# Gerry Gray
Gerard Gray (Glasgow, Skócia, 1961. január 20. – ) kanadai válogatott labdarúgó. 

## Pályafutása

### Klubcsapatban
Glasgowban született, Skóciában, de még gyerekkorában Torontóba költözött a családjával. Pályafutása során játszott nagy pályán és teremben is egyaránt. Nagyon sok csapatban megfordult, szerepelt többek között a Vancouver Whitecaps, a Golden Bay Earthquakes, a Montreal Manic, a New York Cosmos, a Chicago Sting, a Tacoma Stars, a St. Louis Steamers, a Ottawa Intrepid, a Hamilton Steelers, a Kansas City Comets és a Toronto Blizzard csapatában.

### A válogatottban
1980 és 1991 között 35 alkalommal szerepelt a kanadai válogatottban és 2 gólt szerzett. 1980. szeptember 15-én mutatkozott be egy Új-Zéland elleni barátságos mérkőzésen, amit 4–0-ra megnyertek. Részt vett az 1984. évi nyári olimpiai játékokon és tagja volt az 1985-ös CONCACAF-bajnokságon aranyérmet szerző csapatnak. Részt vett az 1986-as világbajnokságon, ahol a Magyarország és a Szovjetunió elleni csoportmérkőzésen kezdőként lépett pályára. Franciaország ellen nem kapott lehetőséget.

### Edzőként
2010 és 2012 között az amerikai Tacoma FC csapatánál dolgozott vezetőedzőként. 

## Sikerei, díjai
Kanada
- CONCACAF-bajnokság győztes (1): 1985